# Lew Israilewitsch Gutenmacher
Lew Israilewitsch Gutenmacher (russisch Лев Изра́илевич Гутенма́хер; * 1908 in Tarutino, Russisches Kaiserreich; † 1981 in Odessa, Ukrainische SSR) war ein sowjetischer Mathematiker, Informatiker, Pionier der Computertechnik und Hochschullehrer.

## Leben
Gutenmacher studierte am Polytechnischen Don-Institut in Nowotscherkassk mit Abschluss 1931, um dann seine Kandidaten-Dissertation zu erarbeiten, die er 1934 erfolgreich verteidigte. Anschließend arbeitete er dort als Dozent.
1938 wechselte er in das Energietechnische Institut der Akademie der Wissenschaften der UdSSR in Moskau und gründete 1939 das Laboratorium für Elektro-Modellierung (LEM), dessen Leiter er dann war. Dazu lehrte er am Moskauer Physikingenieur-Institut, der Moskauer Kerntechnik-Universität (ab 1943 als Professor). Während des Deutsch-Sowjetischen Krieges wurde unter Gutenmachers Leitung ein Wechselstromgerät für automatisches Flakfeuer entwickelt. Nach dem Kriege wurden 1945–1946 die ersten programmierbaren elektronischen Analogrechner gebaut.
1948 wurde das Laboratorium in das Institut für Feinmechanik und Rechnertechnik der Akademie der Wissenschaften überführt. 1950 wurde Gutenmacher Leiter des Projektes zur Entwicklung eines röhrenlosen Elektronenrechners mit Ferritkernspeicher. Der erste LEM-1-Rechner arbeitete 1954.
1957 wechselte Gutenmachers Laboratorium in das Allunionsinstitut für Informatik und 1962 in das Allunionsinstitut für Erdgasforschung der Akademie der Wissenschaften. Das Laboratorium bestand aus acht Abteilungen, die die Mathematische Logik, elektrische Analogmodellierung, Mathematische Linguistik, mathematische Methoden in der Chemie und anderes abdeckten.
Gutenmacher war eine nicht einfache Person. Schwierigkeiten bei der Arbeit führten schließlich zu seiner Entlassung aus dem Laboratorium. In seinen letzten Lebensjahren leitete Gutenmacher den Lehrstuhl für Rechnertechnik der Fakultät für Elektrotechnik des Polytechnischen Instituts in Odessa.

## Ehrungen
- Stalinpreis
- Staatspreis der UdSSR